# Molophilus buckenbowra
Molophilus buckenbowra là một loài ruồi trong họ Limoniidae. Chúng phân bố ở miền Australasia.